# San Fernando de Henares
San Fernando de Henares település Spanyolországban, Madrid tartományban. San Fernando de Henares Coslada, Madrid, Paracuellos de Jarama, Torrejón de Ardoz, Torres de la Alameda, Loeches, Mejorada del Campo, Rivas-Vaciamadrid, Alcalá de Henares, Barajas és Vicálvaro községekkel határos. Lakosainak száma 38 980 fő (2024).

## Népesség
A település népessége az utóbbi években az alábbiak szerint változott:
| Lakosok száma | 35 089 | 39 175 | 39 843 | 40 981 | 41 376 | 40 781 | 39 681 | 39 432 | 38 904 | 38 980 |
|               | 2001   | 2004   | 2007   | 2009   | 2012   | 2014   | 2017   | 2019   | 2022   | 2024   |